# Tulsa Convention Center
Le Tulsa Convention Center est une salle omnisports située à Tulsa dans l'Oklahoma. Sa capacité est de 7 111 sièges.
C'était la patinoire des Oilers de Tulsa (Ligue centrale de hockey) et le terrain de jeu des Talons de Tulsa (AF2) jusqu'en 2008. L'équipe de basket-ball des Golden Hurricane de Tulsa y jouait avant l'ouverture du Reynolds Center en 1998. Depuis 2009, la salle accueille les rencontres du club de basket-ball des 66ers de Tulsa.

## Événements
- Tournoi de basket-ball masculin de la Missouri Valley Conference, 1982 et 1984 à 1987.